# Liste der Biografien/Haj
Liste der Biografien |
Portal Biografien |
Personensuche
# |
A |
B |
C |
D |
E |
F |
G |
H |
I |
J |
K |
L |
M |
N |
O |
P |
Q |
R |
S |
T |
U |
V |
W |
X |
Y |
Z |
?
 
Ha |
Hd |
He |
Hi |
Hj |
Hk |
Hl |
Hm |
Hn |
Ho |
Hr |
Hs |
Ht |
Hu |
Hv |
Hw |
Hy
 
Haa |
Hab |
Hac |
Had |
Hae–Haf |
Hag |
Hah |
Hai |
Haj |
Hak |
Hal |
Ham |
Han |
Hao |
Hap |
Haq |
Har |
Has |
Hat |
Hau |
Hav |
Haw |
Hax |
Hay |
Haz
Die Liste der Biografien führt alle Personen auf, die in der deutschsprachigen Wikipedia einen Artikel haben. Dieses ist eine Teilliste mit 156 Einträgen von Personen, deren Namen mit den Buchstaben „Haj“ beginnt.

## Haj
- Haj Youssef, Khaled (* 1989), tunesischer Handballspieler
- Haj, Hanane Aït El (* 1994), marokkanische Fußballspielerin
- Haj, Oleksij (* 1982), ukrainischer Fußballspieler
- Haj, Sami Al- (* 1969), sudanesischer Staatsbürger und Kameramann des Fernsehsenders Al Jazeera

### Haja
- Haja, Haile (* 1988), äthiopischer Marathonläufer
- Hajaj, Ilay (* 2001), israelischer Fußballspieler
- Hajak, Eva-Johanna (* 1925), deutsche Schriftstellerin
- Hajas, Erik (* 1962), schwedischer Handballspieler und -trainer
- Hajassowa, Olena (* 1969), ukrainische Skilangläuferin
- Hajati, Ronela (* 1989), albanische Sängerin, Songwriterin und Tänzerin
- Hajatpour, Reza, Philosoph, Islamwissenschaftler und Schriftsteller

### Hajd
- Hajda, Lucas (* 1965), österreichischer Basketballspieler
- Hajdaj, Serhij (* 1975), ukrainischer Unternehmer, Militärgouverneur des Oblast LuhanskSerhij Hajdaj (* 1975)

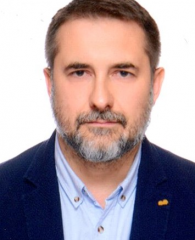
Serhij Hajdaj (* 1975)

- Hajdarau, Murad (* 1980), belarussischer, russischer und aserbaidschanischer Ringer
- Hajdari, Adrian (* 2000), nordmazedonischer Fußballspieler
- Hajdari, Albian (* 2003), Schweizer Fussballspieler
- Hajdari, Azem (1963–1998), albanischer Politiker
- Hajdari, Gentian (* 1975), albanischer Fußballspieler
- Hajdari, Gëzim (* 1957), albanischer Lyriker, Essayist, Übersetzer und Erzähler
- Hajdari, Musa (* 1987), kosovarischer Mittelstreckenläufer
- Hajdarović, Nazif (* 1984), bosnischer Fußballspieler
- Hajdarowicz, Grzegorz (* 1965), polnischer Unternehmer, Filmregisseur und Zeitungsverleger
- Hajdecki, Alexander (1851–1934), österreichischer Militärjurist und Kunsthistoriker
- Hajdenberg, Henri (* 1947), französischer Rechtsanwalt
- Hajdini, Azem (1924–2010), kosovarischer Schriftsteller und Jurist
- Hajdini, Florent (* 2006), österreichischer Fußballspieler
- Hajdu, André (1932–2016), ungarisch-israelischer Komponist
- Hajdu, Daniel (* 1964), deutscher Schauspieler
- Hajdu, David (* 1955), US-amerikanischer Musikjournalist, Schriftsteller und Hochschullehrer
- Hajdú, Étienne (1907–1996), französischer Bildhauer ungarischer Abstammung
- Hajdú, Gábor (* 1989), ungarischer Handballspieler
- Hajdu, Georg (* 1960), deutscher Komponist
- Hajdu, Klára (* 1982), ungarische Jazzmusikerin (Gesang, Komposition)
- Hajdú, Mihály (1909–1990), ungarischer Komponist
- Hajdú, Péter (* 1995), ungarischer Handball- und Beachhandballspieler
- Hajdu, Rose (* 1956), deutsche Architekturfotografin
- Hajdu, Szabolcs (* 1972), ungarischer Schauspieler, Regisseur und Drehbuchautor
- Hajdu, Tom, kanadischer Filmkomponist
- Hajdučík, Miroslav, tschechoslowakischer Kanute
- Hajduk, Anja (* 1963), deutsche Politikerin (Bündnis 90/Die Grünen), MdHB, MdBAnja Hajduk (* 1963)

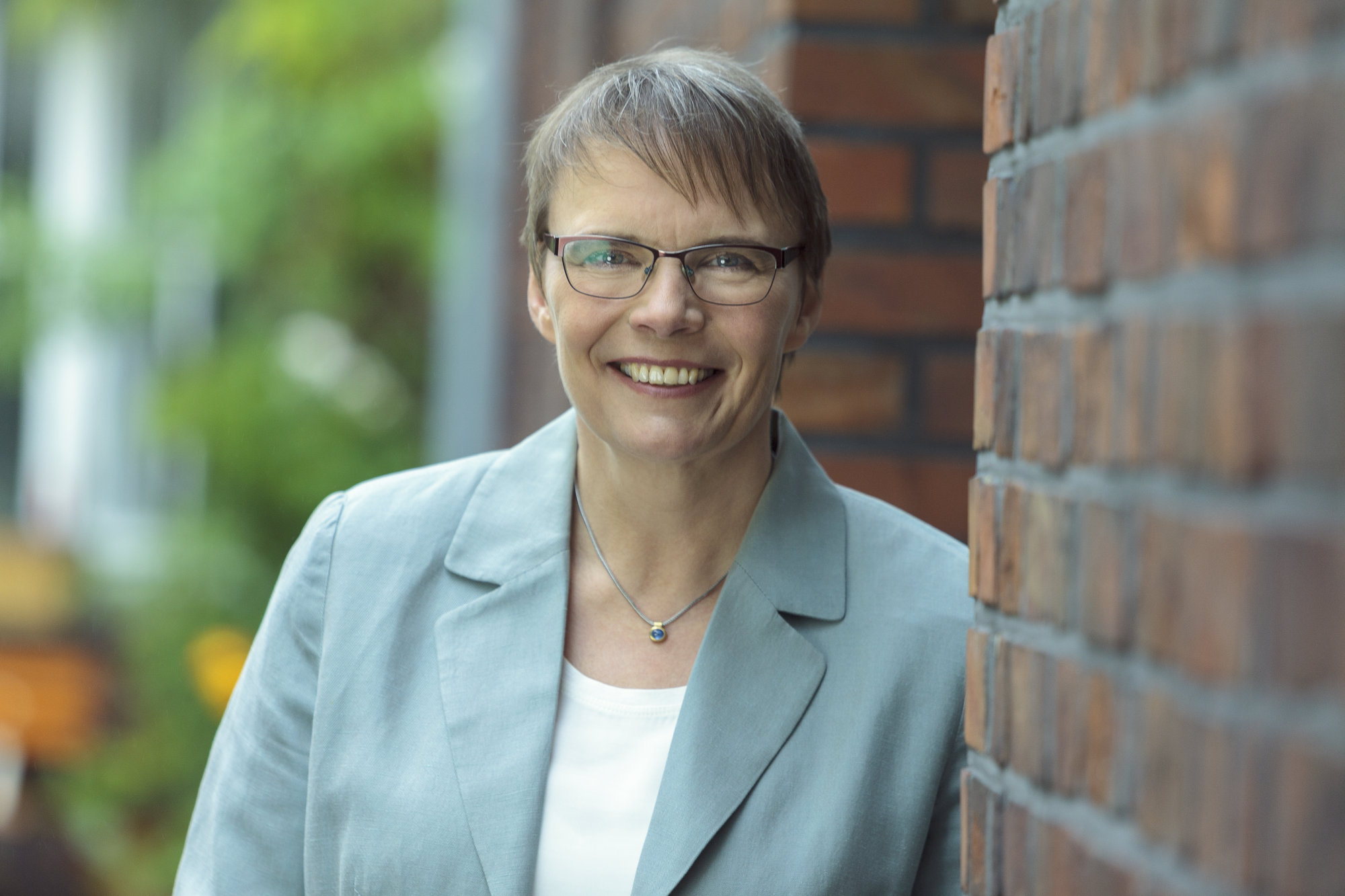
Anja Hajduk (* 1963)

- Hajduk, August (* 1880), österreich-ungarischer Grafiker und Schriftgestalter
- Hajduk, Jacek (* 1982), polnischer Schriftsteller, Übersetzer und Klassischer Philologe
- Hajduk, Jurij (* 1985), ukrainischer Rennrodler
- Hajduk, Serhij (* 1963), ukrainischer Konteradmiral und Befehlshaber der ukrainischen Marine
- Hajduk, Simona (* 1989), kroatische Handballspielerin
- Hajduk, Witalij (* 1957), ukrainischer Unternehmer und Politiker
- Hajduk-Veljković, Lubina (* 1976), sorbische Schriftstellerin und Übersetzerin
- Hajdusic, Andreas (* 1987), österreichischer Schauspieler und Musiker
- Hajdutschenka, Wadsim (* 1995), belarussischer Handballspieler
- Hajdutschyk, Wital (* 1989), belarussischer Fußballspieler

### Haje
- Haje, Khrystyne (* 1968), US-amerikanische Schauspielerin
- Háječková, Lenka (* 1978), tschechische Volleyball- und Beachvolleyballspielerin
- Hájek z Libočan, Václav († 1553), böhmischer Chronist des Mittelalters
- Hajek, Alexander (* 2003), österreichischer Radrennfahrer
- Hajek, Andreas (* 1968), deutscher Ruderer
- Hájek, Antonín (1916–1983), tschechischer Fußballspieler
- Hájek, Antonín (1987–2022), tschechischer Skispringer und Skisprungtrainer
- Hajek, Egon (1888–1963), siebenbürgischer Komponist, Autor und Pfarrer
- Hajek, Hans (* 1929), österreichischer Versicherungsfachmann
- Hajek, Horst (1944–2013), österreichischer Klarinettist und Hochschullehrer
- Hajek, Ivan (* 1962), tschechischer Akkordeonist und Komponist
- Hájek, Jan (* 1983), tschechischer Tennisspieler
- Hajek, Jens (* 1968), deutscher SchauspielerJens Hajek (* 1968)

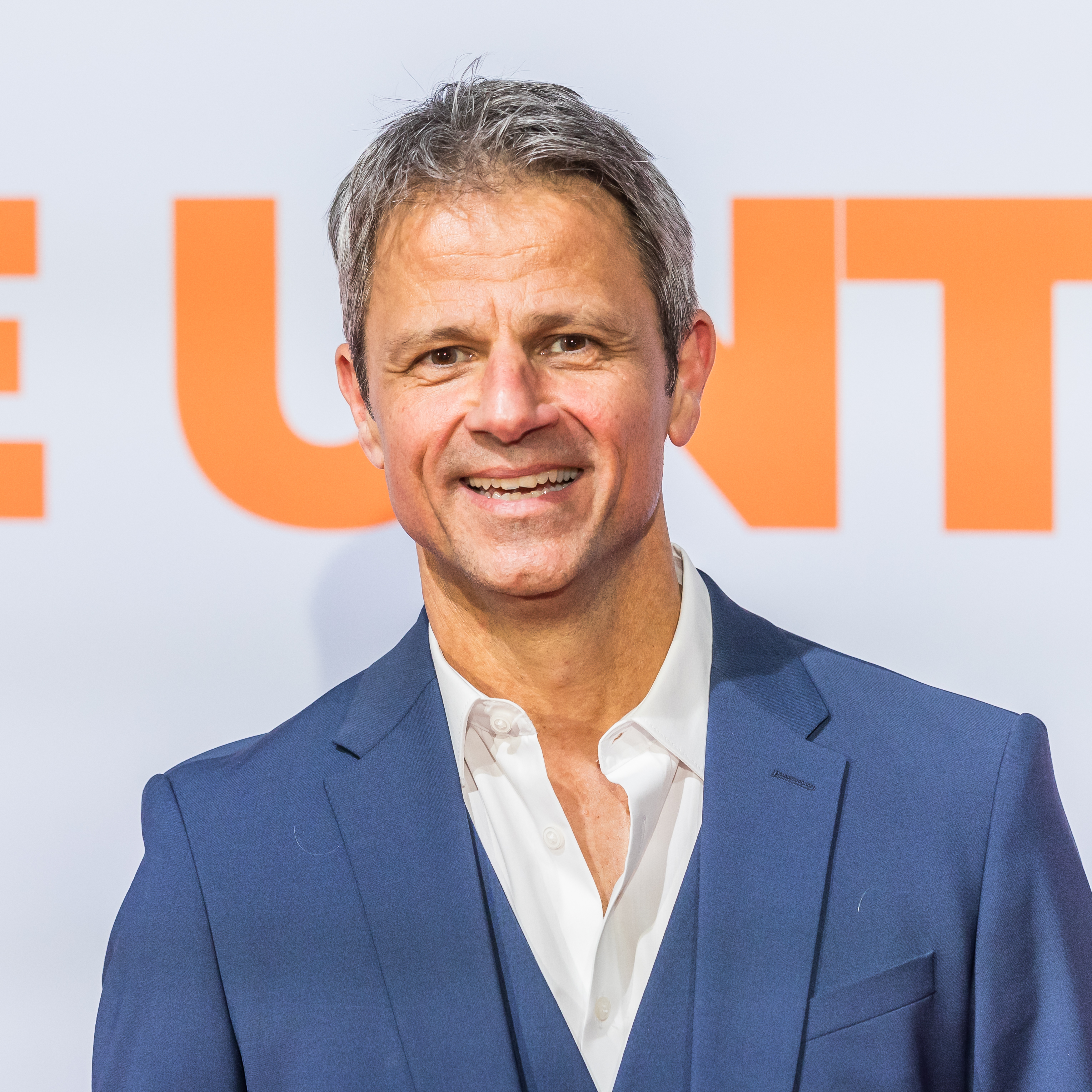
Jens Hajek (* 1968)

- Hájek, Jiří (1913–1993), tschechoslowakischer Politiker und Leitfigur des so genannten Prager Frühlings (1968)
- Hájek, Libor (* 1998), tschechischer Eishockeyspieler
- Hajek, Markus (1861–1941), österreichischer Mediziner
- Hájek, Milan (* 1962), tschechoslowakischer Radrennfahrer
- Hájek, Miroslav (1919–1993), tschechischer Filmeditor
- Hajek, Otto Herbert (1927–2005), deutscher abstrakter Maler, Grafiker und Bildhauer
- Hájek, Patrik (* 1998), tschechischer Hammerwerfer
- Hajek, Peter (* 1941), österreichischer Journalist, Drehbuchschreiber und Regisseur
- Hajek, Rainer (* 1945), deutscher Politiker (CDU), MdB
- Hajek, Rosemarie (* 1951), deutsche Politikerin (SPD), MdV, MdL
- Hajek, Rudolf (* 1963), österreichischer Rollstuhl-Tischtennissportler
- Hájek, Stanislav (1924–1999), tschechischer Schauspieler
- Hajek, Stefan (* 1969), Journalist, Autor, Moderator und Blogger
- Hájek, Viktor (1900–1968), tschechischer Geistlicher, evangelischer Theologe
- Hajek, Wilfried (* 1956), deutscher Kommunalpolitiker (CDU)
- Hajek-Halke, Heinz (1898–1983), deutscher Fotograf
- Hajen, Leonhard (* 1948), deutscher Ökonom, Professor für Nationalökonomie und Politiker (SPD), MdHB
- Hajew, Alexei (1914–1994), US-amerikanischer Komponist russischer Herkunft
- Hajewska-Krzysztofik, Małgorzata (* 1965), polnische Schauspielerin

### Haji
- Haji (1946–2013), kanadische Schauspielerin
- Haji, Madoka (* 1988), japanische Fußballspielerin
- Haji, Seamus (* 1968), britischer DJ
- Haji, Seiji (1893–1977), japanischer Schriftsteller
- Haji, Sherwan (* 1985), syrischer Schauspieler
- Haji, Toshiaki (* 1978), japanischer Fußballspieler
- Haji, Yusuf Mohammed (1940–2021), kenianischer Politiker
- Haji-Ioannou, Stelios (* 1967), griechischer UnternehmerStelios Haji-Ioannou (* 1967)

Stelios Haji-Ioannou (* 1967)

- Haji-Sheikh, Ali (* 1961), US-amerikanischer American-Football-Spieler
- Hajian, Chris (* 1964), US-amerikanischer Filmkomponist
- Hájíček, Jaroslav (1899–1978), tschechoslowakischer Oberst und Widerstandskämpfer
- Hájíček, Jiří (* 1967), tschechischer Schriftsteller
- Hajij, Marwane (* 2001), französisch-marokkanischer Fussballspieler
- Hajime, Chitose (* 1979), japanische Folksängerin
- Hajipour, Shervin (* 1997), iranischer Musiker
- Hajipour, Sousan (* 1990), iranische Taekwondoin

### Hajj
- Hajj Yahya, Abd al-Hakim (* 1965), israelischer Politiker und Ingenieur
- Hajj, Adnan, libanesischer freiberuflicher Fotograf
- Hajj, Kamal al- (1917–1976), libanesischer Philosoph
- Hajj, Nicolas (1907–1995), libanesischer Erzbischof
- Hajjaji, Yasin (* 2000), marokkanischer Weitspringer
- Hajjar, Hector (* 1965), libanesischer Politiker
- Hajjar, Sleiman (1950–2002), libanesischer Erzbischof in Kanada
- Hajjarian, Said (* 1954), iranischer Geheimdienstmitarbeiter, Journalist und Schriftsteller
- Hajji, Soukaina (* 1997), marokkanische Leichtathletin

### Hajk
- Hájková, Anna (* 1978), tschechische Historikerin
- Hájková, Klára (* 1999), tschechische Tennisspielerin

### Hajn
- Hajn, Antonín (1868–1949), tschechischer Journalist und Politiker
- Hajná, Dana (* 1964), tschechische Marathonläuferin
- Hajna, Heinz (1913–1992), deutscher Glaskünstler und -restaurator
- Hajnal, András (1931–2016), ungarischer Mathematiker
- Hajnal, Carol (1956–2016), rumänischer Boxer
- Hajnal, Gábor (1912–1987), ungarischer Dichter und Übersetzer
- Hajnal, Ivo (* 1961), schweizerisch-österreichischer Sprachwissenschaftler, Indogermanist und Mykenologe
- Hajnal, János (1913–2010), ungarisch-italienischer Maler und Graphiker
- Hajnal, Tamás (* 1981), ungarischer FußballspielerTamás Hajnal (* 1981)

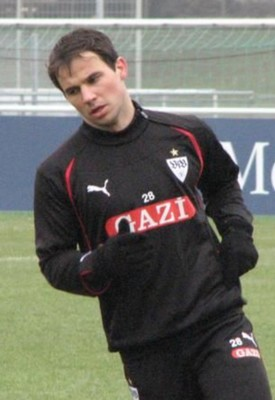
Tamás Hajnal (* 1981)

- Hajnsek, Irena (* 1970), deutsche Geografin und Hochschullehrerin

### Hajo
- Hajo, Zaradachet (* 1950), kurdischer Linguist, Autor und Übersetzer
- Hajojew, Issatullo (1936–2015), tadschikischer Politiker der Kommunistischen Partei
- Hajok, Caroline (* 1998), deutsche Tischtennisspielerin
- Hajós, Alfréd (1878–1955), ungarischer Schwimmer und Architekt
- Hajós, Anton (1935–2001), ungarisch-deutscher Psychologe
- Hajós, Elisabeth Maria (1900–1982), ungarisch-US-amerikanische Kunsthistorikerin
- Hajós, Géza (1942–2019), österreichischer Kunst- und Gartenhistoriker
- Hajós, György (1912–1972), ungarischer Mathematiker
- Hajós, Henrik (1886–1963), ungarischer Schwimmer
- Hajos, Joe (1907–1984), ungarischer Filmkomponist, Kapellmeister und Unterhaltungsmusiker
- Hajos, Karl (1889–1950), deutsch-amerikanischer Komponist ungarischer Herkunft
- Hajos, Zoltan (* 1926), ungarischer Chemiker
- Hajou, Bahram (* 1952), kurdischer Maler
- Hajou, Ovid (* 1983), deutscher Fußballspieler und -trainer

### Hajr
- Hajradinović, Elvis (* 1972), mazedonischer Fußballspieler
- Hajrapetjan, Eduard (* 1949), armenischer Komponist
- Hajrapetjan, Sos (* 1959), sowjetischer Hockeyspieler
- Hajrapetjan, Wahagn (* 1968), armenischer Jazzmusiker (Piano, Komposition)
- Hajri, Enis (* 1983), deutscher FußballspielerEnis Hajri (* 1983)

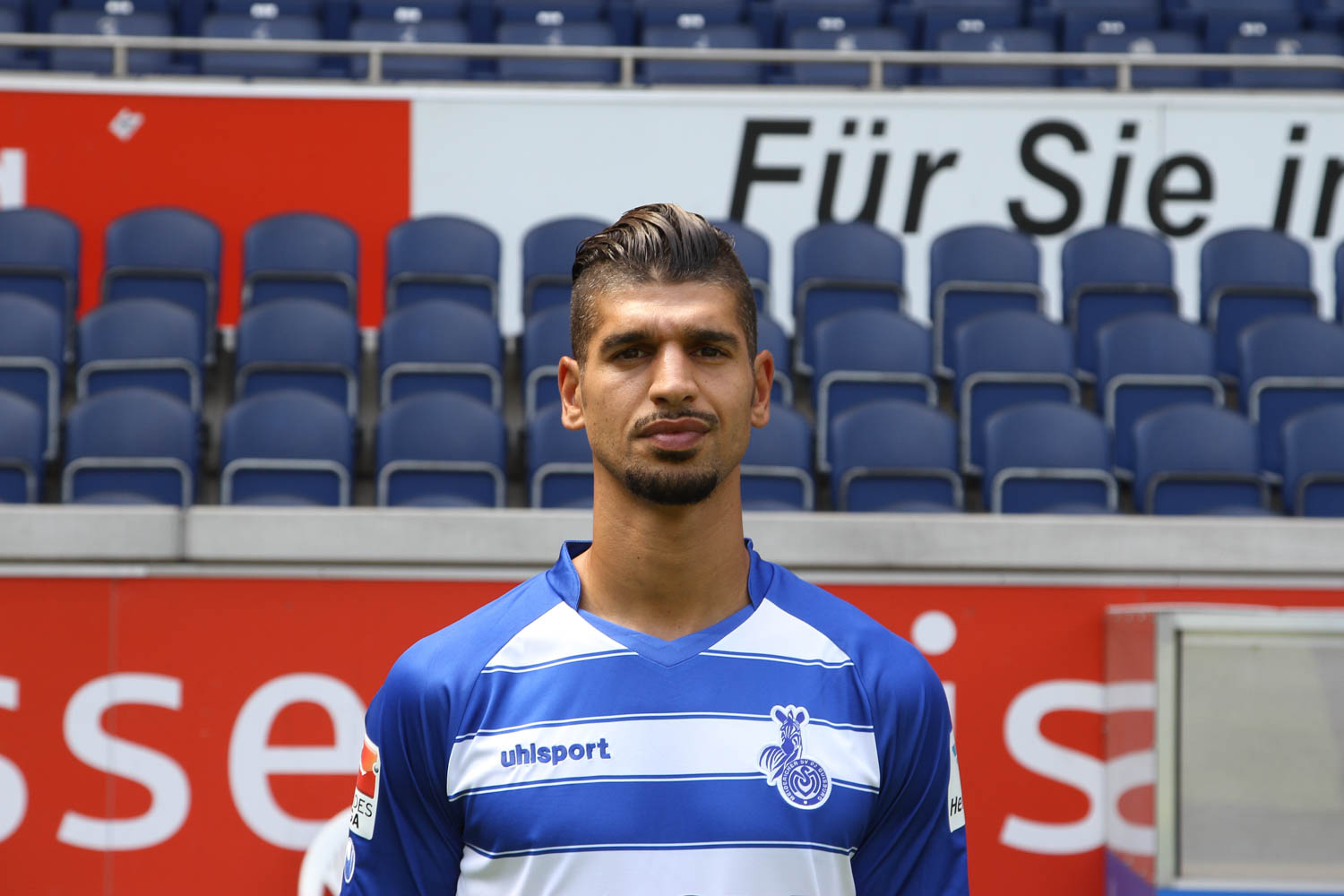
Enis Hajri (* 1983)

- Hajri, Khalid al- (* 1994), omanischer Fußballspieler
- Hajri, Salem al- (* 1996), katarischer Fußballspieler
- Hajrić, Anel (* 1996), bosnischer Fußballspieler
- Hajrikjan, Parujr (* 1949), armenischer Politiker und ehemaliger sowjetischer Dissident
- Hajrizi, Agim (1961–1999), kosovarischer Menschenrechtler und Präsident der Union der Unabhängigen Gewerkschaften des Kosovo
- Hajrizi, Kreshnik (* 1999), kosovarisch-schweizerischer Fussballspieler
- Hajrović, Izet (* 1991), bosnisch-schweizerischer FussballspielerIzet Hajrović (* 1991)

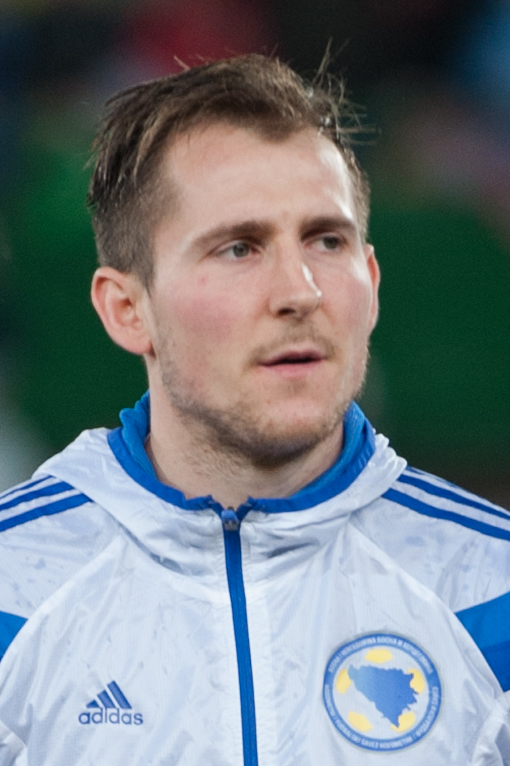
Izet Hajrović (* 1991)

- Hajrović, Sead (* 1993), bosnisch-schweizerischer Fußballspieler
- Hajrulla, Romarjo (* 1998), albanisch-griechischer Fußballspieler
- Hajrullahu, Arben (* 1975), kosovarischer Politikwissenschaftler und Rektor der Universität Prishtina

### Hajs
- Hajsafi, Ehsan (* 1990), iranischer Fußballspieler
- Hajslund, Jens (1877–1964), dänischer Sportschütze
- Hajszanyi, Johann (1876–1956), österreichischer Politiker (CS), MdL (Burgenland)

### Hajt
- Hajt, Bill (* 1951), kanadischer Eishockeyspieler
- Hajtic, Ibrahim (* 1998), bosnisch-deutscher Fußballspieler
- Hajtmanek, Sissi (* 1972), deutsche Redakteurin und Moderatorin
- Hajto, Tomasz (* 1972), polnischer Fußballspieler
- Hajtós, Bertalan (* 1965), ungarischer Judoka